# Кралство Арагон
Кралство Арагон (на арагонски: Reino d'Aragón; на испански: Reino de Aragón; на каталонски: Regne d'Aragó) е историческа държава, съществувала в периода от 1035 до 1707 г. на територията на днешна Североизточна Испания. Границите на Кралство Арагон съвпадат с границите на днешната автономна област Арагон в Испания.

## История
Първоначално териториите на Кралство Арагон са били франкска феодална област с център Хака, която през 8 век става васална на Кралство Памплона (по-късно Навара). През 11 век крал Санчо III Наварски подарява тази област на сина си Рамиро I Арагонски, който след смъртта на брат си Гонсало през 1043 г. присъединява към тези земи и териториите на областите Рибагорца и Собрарбе. След като разбива и брат си Гарсия Санчес III Наварски, Гонсало се обявява за независим владетел. Разширявайки се на юг, кралството отнема територии от областта Андалусия (на арабски: Ал Андалус), която владеят маврите. През 1096 г. столицата на Арагон е преместена в Уеска, а по-късно и в Сарагоса (1118 г.). През 1285 г. най-южните територии на кралството са превзети от маврите.
Кралство Арагон дава името си на т. нар. Арагонска корона след династичен брак между графа на Барселона Раймон Беренгер IV и арагонската кралица Петронила, чийто син наследил териториите на родителите си. Така освен териториите на кралство Арагон, арагонските крале започват да управляват и териториите на Каталония, а по-късно Балеарските острови, Кралство Валенсия, Неаполитанското кралство, Сицилианското кралство и Сардинското кралство. Тези територии формират лична уния под властта на кралете на Арагон, която е известна като Арагонска корона. Така кралят на Арагон традиционно носи и титлата крал на Валенсия, крал на Майорка, господар на Монпелие, и от време на време титлата херцог на Атина и Неопатрия. Всяка от тези титли дават сувереното право на краля на Арагон върху посочените територии, а когато някоя от тях отпада от властта му, той губи и съответната титла. През 15 век властта на арагонските крале е силно ограничена от т. нар. Арагонски съюз.
Съюзът на Арагонската корона се разпада след обединението на Кралство Арагон, Валенсия и Каталония с Кралство Кастилия и Леон, което фактически полага началото на Кралство Испания. След обединението с Кастилия Кралство Арагон запазва известна политическа самостоятелност, ликвидирана през 1707 г. с издаването на Декретите от Нуева Планта, които превръщат Кралство Арагон в обикновена испанска провинция.

## Владетели на Арагон

### Графове на Арагон (926 – 1035)
Династия Хименес
- 926 – 970: Гарсия I Санчес (919 – 970), крал на Навара (Гарсия II 925 – 970)
- 970 – 994: Санчо II Гарсия (935 – 994), крал на Навара (970 – 994)
- 994 – 1000: Гарсия II Санчес (964 – 1004), крал на Навара (Гарсия III 994 – 1000)
- 1000 – 1035: Санчо III Гарсия Велики (ок. 985 – 18.10.1035), крал на Навара (1000 – 1035), граф на Кастилия (1029 – 1035)

Кралство Арагон е образувано през 1035 г. след смъртта на Санчо III и разделянето на графството му на три части – Арагон, Кастилия и Навара.

### Крале на Арагон (1035 – 1479)
Династия Хименес (1035 – 1162)
- 1035 – 1063: Рамиро I (ок. 1008 – 8.5.1063), син на Санчо III Велики
- 1063 – 1094: Санчо I (1042/1043 – 4.6.1094), син на предходния, крал на Навара (Санчо V 1076 – 1094)
- 1094 – 1104: Педро I (1066/1068 – 27.9.1104), син на предходния, крал на Навара (1094 – 1104)
- 1104 – 1134: Алфонсо I Войнствения (1082/1083 – 7.9.1134), син на Санчо І, крал на Навара (1104 – 1134)
- 1134-1137: Рамиро II Монаха (1086 – 16.8.1157), син на Санчо І
- 1137-1162: Петронила (1135 – 17.10.1174), дъщеря на предходния

Основател на кралската династия Хименес в Арагон е Рамиро I (1035 – 1063), син на наварския крал Санчо III Велики. Той успява да превърне малкото пиренейско графство Арагон в силна държава и през 1035 г. приема кралска титла. За да увеличи териториите си се съюзява с арабския емир на Сарагоса срещу брат си, арабския крал Гарсия, но е отблъснат. Получава обаче владенията на другия си брат Гонсало, починал без наследници. Загива в бой с арабите. Женен е за Герберга, дъщеря на граф Бернар-Роже дьо Бигор.
Неговият единствен син Санчо I (1063 – 1094) наследява престола. Той продължава войната срещу арабите и им отнема редица територии. През 1076 г. заедно с кастилския крал Алфонсо VI завладява Навара и е провъзгласен за неин крал под името Санчо V (1076 – 1094). Загива при обсадата на арабската крепост Хуеска. Сключва брак с Фелицитас, дъщеря на граф Хилдуин IV дьо Ромер, а след смъртта ѝ взема за съпруга тулузката принцеса Филипа. Има трима синове: Педро I; Алфонсо I и Рамиро II.
След смъртта на Санчо I на престола на Арагон и Навара се възкачва първородният му син Педро I (1094 – 1104). Той успява да завладее Хуеска и я превръща в своя столица, както и всички арабски територии северно от река Ебро. Няма деца от съпругата си Агнес, дъщеря на аквитанския херцог Гийом VIII. Короната получава по-малкият му брат Алфонсо I (1104 – 1134). Сред най-големите му успехи в сблъсъка с арабите е превземането на Сарагоса през 1118 г., превърната в нова столица на кралството. Взема за съпруга кастилската кралица Урака, дъщеря на Алфонсо VI, но впоследствие бракът им е разтрогнат и между двете държави избухва война. Педро І е победен от арабите в Каталуния и умира няколко дни след това. Завещава владенията си на рицарско-монашеските ордени в Палестина, но аристокрацията не се съобразява с волята му. За крал на Арагон е издигнат Рамиро II (1134 – 1137), третият син на Санчо I, дотогава монах, а Навара се отделя отново в самостоятелно кралство. С решението на папата новият владетел се жени за Агнес, дъщеря на аквитанския херцог Гийом IX. През 1137 г. Рамиро II омъжва единствената си дъщеря Петронила на двегодишна възраст (официален брак през 1150 г.) за Раймон Беренгер IV, граф на Барселона и Прованс, абдикира в нейна полза и отново се оттегля в манастир, където умира през 1157 г. При управлението на Петронила (1137 – 1162) Арагон се обединява с Каталуния през 1162 г., а кралицата се отказва от властта в полза на сина си Алфонсо II Целомъдрения и умира през 1174 г. С обединяването на двете кралства се поставя началото на Барселонската династия.
Барселонска династия (1164 – 1410)
- 1164 – 1196: Алфонсо II Целомъдрения (1152 – 1196), граф на Прованс (1167 – 1196)
- 1196 – 1213: Педро II Католик (1176 – 13.9.1213)
- 1213 – 1276: Хайме I Завоевател (2.2.1208 – 27.7.1276)
- 1276 – 1285: Педро III Велики (1236 – 11.1285), крал на Сицилия (Педро I 1282 – 1285)
- 1285 – 1291: Алфонсо III Щедрия (1265 – 18.6.1291)
- 1291 – 1327: Хайме II Справедливия (10.8.1267 – 2.11.1327), крал на Сицилия (Хайме I 1285 – 1296)
- 1327 – 1336: Алфонсо IV Добрия (1302 – 1336)
- 1336 – 1387: Педро IV Церемониалния (1319 – 7.1.1387), херцог на Атина (1381 – 1387)
- 1387 – 1396: Хуан I Ловеца (27.12.1350 – 19.5.1396)
- 1396 – 1410: Мартин I Хуманист (1356 – 31.9.1410), крал на Сицилия (Мартин II 1409 – 1410)

След две години междуцарствие и сключването на компромисния мир в Каспе престолът на Арагон се заема от нова династия – Трастамара.
Династия Трастамара (1412 – 1479)
- 1412 – 1416: Фернандо I (27.11.1380 – 2.4.1416), крал на Сицилия (1412 – 1416)
- 1416 – 1458: Алфонсо V Великодушния (1394 – 27.7.1458), крал на Сицилия (Алфонсо І 1416 – 1458); крал на Неапол (Алфонсо І 1442 – 58)
- 1458 – 1479: Хуан II Неверния (29.6.1397 – 20.1.1479), крал на Сицилия (Хуан I 1458 – 1479); крал на Навара (Жан І 1425 – 79)
- 1479: Фернандо II Католик (10.3.1452 – 23.1.1516), крал на Сицилия (1479 – 1516); крал на Испания (1479 – 1516); номинален крал на Неапол (Фернандо ІІІ 1503 – 1516)

През 1469 г. Фернандо II се жени за Иабела I, кралица на Кастилия, и след смъртта на баща си Хуан II Неверния през 1479 г. двете кралства се обединяват под названието Испания (официално през 1516 г.).